# Zisterzienserinnenabtei Épagne
Die Zisterzienserinnenabtei Épagne war von 1178 bis 1747 ein Kloster der Zisterzienserinnen – zuerst in Épagne-Épagnette, ab 1642 in Abbeville im Département Somme (Frankreich).

## Geschichte
Enguerrand de Fontaines stiftete 1178 an der Somme unweit Abbeville mit Unterstützung des Bischofs von Amiens das Nonnenkloster Notre-Dame et Saint Mathieu d'Épagne (auch: Espagne oder Épaigne), das später die Zisterzienserinnenabtei Le Trésor besiedelte. 1642 wurde das Kloster in die Stadt Abbeville verlagert und dort 1747 in die Zisterzienserinnenabtei Willencourt eingegliedert. Weder in Épagne-Épagnette, wo allerdings das Klosterwappen übernommen wurde, noch in Abbeville sind Reste vorhanden. Die Kirche von Mézerolles besitzt das ehemalige Altarbild des Klosters.